# Newmains
Newmains est un village et une ancienne communauté agricole à l'est de Wishaw, dans le North Lanarkshire, en Écosse, à environ 29 km au sud-est de Glasgow.
Bien qu'il s'agisse légalement d'un centre urbain (Town Centre), on le considère souvent comme une partie de Wishaw pour des raisons administratives.
Selon le recensement de 2001, la population est de 5 329 habitants.

## Industrie
Le village ne dispose plus d'aucune industrie locale. Cependant, il avait été construit, à l'origine, par Lord Belhaven au XIXe siècle pour loger les ouvriers de son usine sidérurgique. Les emplois de la sidérurgie ont survécu jusqu'au début du XXIe siècle, mais ont disparu en 2004.
Le village dispose de charbonnages à proximité et d'un dépôt de bus du groupe McKindless.

## Commerce
En décembre 2007, un supermarché d'ASDA a ouvert ses portes dans le village, le premier de Newmains, où n'existaient auparavant que des commerces de proximité. Celui-ci était en déclin depuis plusieurs années au profit de Wishaw ou de Motherwell. Il s'agit surtout de petits marchands locaux, à l'exception de Spar et de Scotmid.

## Transport
Les bus sont la seule forme de transport en commun à Newmains. Le transport est assuré par les entreprises First Glasgow et McKindless, qui relient le village à Wishaw, Motherwell, Hamilton, Blantyre et Glasgow.
Le village est situé à la jonction de l'A 71 et de l'A 73, qui le relient à un grand nombre de régions d'Écosse.
La branche Coltness de la West Coast Main Line, à Garriongill, se termine près du village, mais elle est seulement utilisée pour le transport du charbon.